# Cyclisme aux Jeux méditerranéens de 1967
Navigation
Édition précédente Édition suivante
Trois épreuves de cyclisme sont programmées au cours de cette édition  des Jeux méditerranéens de 1967 qui se sont déroulées à Tunis en Tunisie.
L'Italie a dominé les épreuves individuelles et collectives en remportant les trois médailles d'or. La Tunisie à domicile remporte la médaille d'argent de l'épreuve par équipes grâce au bon classement de ses coureurs.

## Programme
Trois épreuves masculines sont au programme : 
- la course en ligne
- le classement par équipes
- le contre-la-montre par équipes

## Podiums hommes
| Compétitions                 | Or                      | Argent                   | Bronze                   |
| ---------------------------- | ----------------------- | ------------------------ | ------------------------ |
| Course en ligne individuelle | Tino Conti Italie       | Giannino Bianco Italie   | Mario Giaccone Italie    |
| Classement par équipes       | Italie 12 h 04 min 39 s | Tunisie 12 h 20 min 09 s | Espagne 12 h 26 min 09 s |
| Contre-la-montre par équipe  | Italie 2 h 06 min 58 s  | Espagne 2 h 08 min 16 s  | Maroc 2 h 13 min 17 s    |

## Tableau des médailles
| Rang  | Nation  | Or | Argent | Bronze | Total |
| ----- | ------- | -- | ------ | ------ | ----- |
| 1     | Italie  | 3  | 1      | 1      | 5     |
| 2     | Espagne | 0  | 1      | 1      | 2     |
| 3     | Tunisie | 0  | 1      | 0      | 1     |
| 4     | Maroc   | 0  | 0      | 1      | 1     |
| Total | Total   | 3  | 3      | 3      | 9     |